# When We All Fall Asleep, Where Do We Go?
When We All Fall Asleep, Where Do We Go? (gestileerd in hoofdletters) is het debuut studio-album van de Amerikaanse singer-songwriter Billie Eilish. Het werd op 29 maart 2019 uitgebracht door Darkroom en Interscope Records in de VS en Polydor Records in het VK. Eilish schreef het album grotendeels samen met haar broer Finneas O'Connell, die de muziek produceerde in zijn kleine slaapkamerstudio in Highland Park, Los Angeles.
Muzikaal gezien, When We All Fall Asleep, Where Do We Go? wordt gekarakteriseerd als een pop-, electropop-, avantpop- en artpopalbum, maar het bevat ook invloeden van hiphop en industriële muziek. De liedjes onderzoeken thema's als moderne jeugd, drugsverslaving, liefdesverdriet, zelfmoord en geestelijke gezondheid, met lyrische gevoeligheden van humor en horror. Eilish zei dat het album gedeeltelijk was geïnspireerd door lucide dromen en nachtangst, welke uitgebeeld zijn op de omslagfoto.
Wereldwijd werden er meer dan 1.2 stuks verkocht tot maart 2020, hiermee komt het album op plek vijf van best verkochte albums van 2019. Tijdens de Grammy awards van 2020 won het album Album of the Year, Best Pop Vocal Album en Best Engineered Album, Non-Classical. De single Bad Guy won Record of the Year en Song of the Year. In Nederland kwam het album op nummer 1 van de Album Top 100 en stond op plek 2 voor beste album van 2019. In België kwam het album op plek 1 in Vlaanderen en plek 5 in Wallonië van de Ultratop.
Eilish tourde tweemaal met het album; in 2019 met de When We All Fall Asleep Tour en in 2020 met de Where Do We Go? World Tour. Deze werd echter na 3 concerten uitgesteld vanwege de Coronapandemie.

## Tracklijst

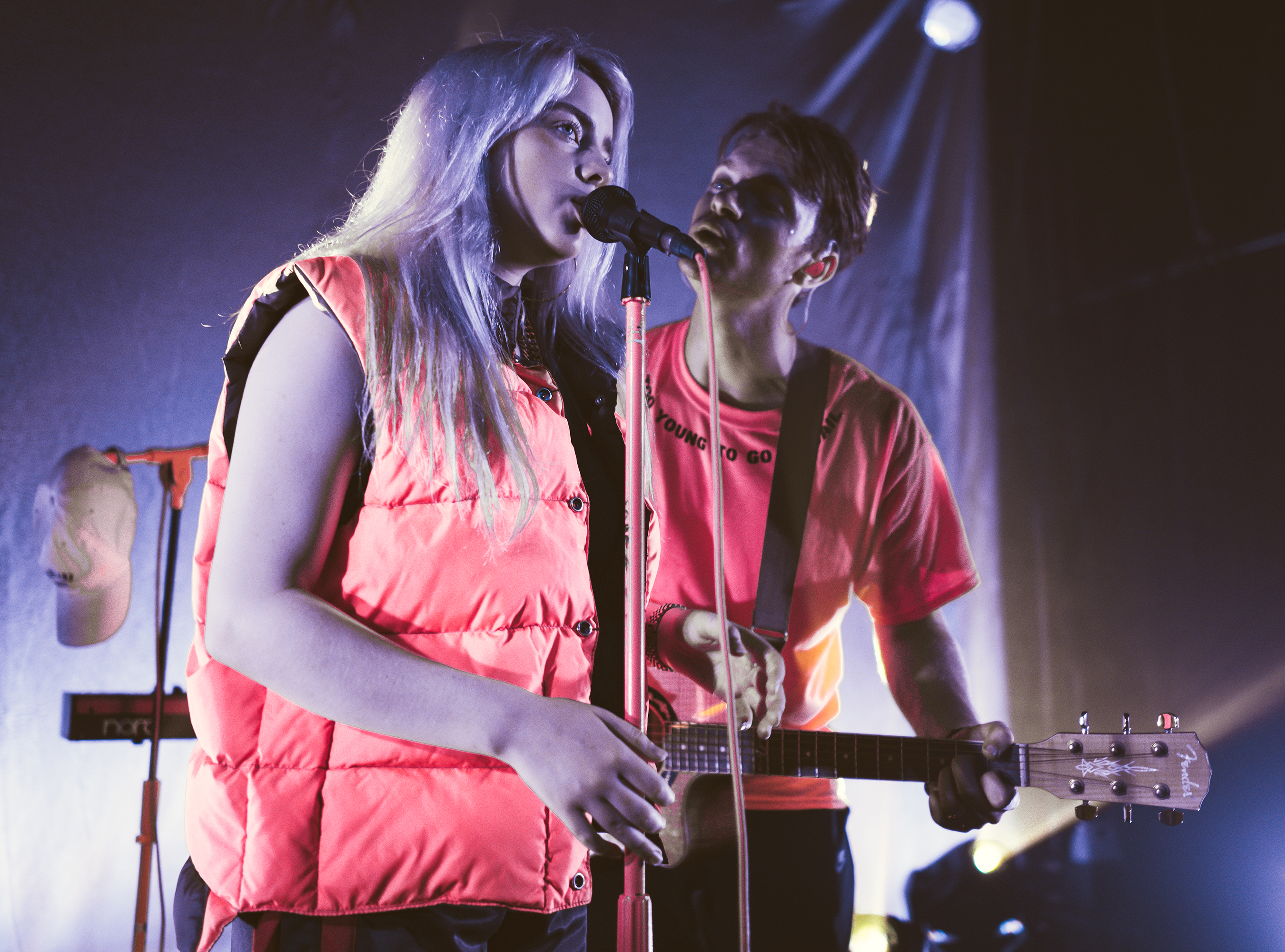
Eilish (links) met haar broer (rechts) in 2017

### When We All Fall Asleep, Where Do We Go?– Standaarduitgave
| Nr. | Titel                           | Duur |
| --- | ------------------------------- | ---- |
| 1.  | "!!!!!!!"                       | 0:14 |
| 2.  | "Bad Guy"                       | 3:14 |
| 3.  | "Xanny"                         | 4:04 |
| 4.  | "You Should See Me in a Crown"  | 3:01 |
| 5.  | "All the Good Girls Go to Hell" | 2:49 |
| 6.  | "Wish You Were Gay"             | 3:42 |
| 7.  | "When the Party's Over"         | 3:16 |
| 8.  | "8"                             | 2:53 |
| 9.  | "My Strange Addiction"          | 3:00 |
| 10. | "Bury a Friend"                 | 3:13 |
| 11. | "Ilomilo"                       | 2:36 |
| 12. | "Listen Before I Go"            | 4:03 |
| 13. | "I Love You"                    | 4:52 |
| 14. | "Goodbye"                       | 1:59 |

### When We All Fall Asleep, Where Do We Go?– Bonustracks bij de Japanse uitgave
| Nr. | Titel               | Duur |
| --- | ------------------- | ---- |
| 1.  | "Come Out and Play" | 3:30 |
| 2.  | "When I Was Older"  | 4:30 |

### When We All Fall Asleep, Where Do We Go?– Bonustracks bij de Japanse 'limited deluxe edition'
| Nr. | Titel                                 | Duur |
| --- | ------------------------------------- | ---- |
| 1.  | "Bad Guy (Remix)" (met Justin Bieber) | 3:14 |

### When We All Fall Asleep, Where Do We Go?– Bonustracks bij de heruitgave van Target
| Nr. | Titel                   | Duur |
| --- | ----------------------- | ---- |
| 1.  | "When I Was Older"      | 4:30 |
| 2.  | "Bitches Broken Hearts" | 2:56 |
| 3.  | "Everything I Wanted"   | 4:05 |

## Onderscheidingen
| Onderscheiding            | Jaar | Categorie                            | Uitkomst    |
| ------------------------- | ---- | ------------------------------------ | ----------- |
| American Music Awards     | 2019 | Favorite Album Pop/Rock              | Genomineerd |
| Apple Music Awards        | 2019 | Album of the Year                    | Gewonnen    |
| BreakTudo Awards          | 2019 | Album of the Year                    | Genomineerd |
| Deense Music Awards       | 2019 | Foreign Album of the Year            | Gewonnen    |
| Gaana User's Choice Icons | 2020 | Best International Album             | Genomineerd |
| Grammy Award              | 2020 | Album of the Year                    | Gewonnen    |
| Grammy Award              | 2020 | Best Pop Vocal Album                 | Gewonnen    |
| Grammy Award              | 2020 | Best Engineered Album, Non-Classical | Gewonnen    |
| Juno Awards               | 2020 | International Album of the Year      | Gewonnen    |
| LOS40 Music Awards        | 2019 | Best International Album             | Gewonnen    |
| People's Choice Award     | 2019 | Album of 2019                        | Genomineerd |
| Q Award                   | 2019 | Best Album                           | Genomineerd |